# Erythrochiton trichanthus
Erythrochiton trichanthus är en vinruteväxtart som beskrevs av J.A. Kallunki. Erythrochiton trichanthus ingår i släktet Erythrochiton och familjen vinruteväxter. Inga underarter finns listade i Catalogue of Life.